# Вакар Григорій Васильович
Григо́рій Васи́льович Вака́р (відомий під псевдонімом Ґро Вакар або Гро Вакар, Вакар, також у документах фігурує помилкове Вокор (народився 1901 р. в с. Мирони, що нині в Балтському районі Одеської області — розстріляний 3 листопада 1937 [за іншими даними (помилкові) — 27.10.1937] в урочищі Сандармох, Карелія) — український письменник, поет-футурист. Репресований радянською владою.
У деяких джерелах Вакар помилково згадується як один із псевдонімів Олександра Сороки.

## Біографія
Народився в селянській родині. З 1923 року жив в Одесі, навчався на агронома в сільгоспінституті, друкував поезії в окружній газеті «Червоний Степ».
Здобувши вищу освіту, в 1927 переїхав до Харкова, де вступив у літоб'єднання «Нова ґенерація». Працював службовцем, друкував поезії в журналах Всесвіт (журнал) та «Нова ґенерація». З 1934 — в Києві.
Влітку 1934 був уперше заарештований. За кілька місяців вийшов під підписку про невиїзд. Повторно заарештований у листопаді 1934 і засуджений у березні 1935 до п'яти років таборів. Відбував покарання на Соловках. Розстріляний 3 листопада 1937 року в урочищі Сандармох.
Реабілітований судовою колегією ВС УРСР (14.08.1959) і Архангельським обласним судом (04.08.1965).

## Творчість
Відомий як поет-футурист. У 1932 видав антиколоніальний роман «Поїзди підуть на Париж». На підставі розповідей колишнього учасника Іноземного легіону в Африці написав книгу документальної прози «Румі ріжуть арабів» (румі — так називали араби французів).
Приятелював з поетом Олексою Влизьком.